# Карьер-Мяглово
Карье́р-Мя́глово (Карьер Мяглово, Мяглово Карьер) — местечко в Колтушском городском поселении Всеволожского района Ленинградской области.

## Название
Название дано по песчаному карьеру, который в свою очередь получил имя по соседней деревне Мяглово.

## История
Посёлок Карьер Мяглово числится в Ново-Пустошском сельсовете Всеволожского района с 1 января 1946 года.
С 1 июня 1954 года — в Колтушском сельсовете.
В 1958 году население посёлка Карьер Мяглово составляло 524 человека.
По данным 1966 года населённый пункт назывался карьер Мяглово и находился в составе Овцинского сельсовета.
На юго-востоке от местечка с 1970 года действует полигон для захоронения небытовых отходов «Северная Самарка». Площадь полигона — 60 га.
По данным 1966 года населённый пункт назывался деревня Мяглово и находился в составе Новопустошского сельсовета.
По данным 1990 года населённый пункт назывался местечко Мяглово, которое входило в состав Разметелевского сельсовета.
В 1997 году в местечке проживали 75 человек, в 2002 году — 98 человек (русские — 94 %), в 2007 году — 87.
С 2013 года в составе Колтушского сельского поселения.

## География
Местечко расположено в юго-западной части района на автодороге 41К-078 (Санкт-Петербург — Всеволожск), к югу от автодороги Р21 (E 105, Санкт-Петербург — Петрозаводск — Мурманск) «Кола».
Карьер-Мяглово находится к югу от железнодорожной платформы Колтуши.
К северо-западу от местечка находится садоводческий массив «Карьер Мяглово» в состав которого входят садоводства: «Дорожник», «Квазар», «Керамика», «Кристалл», «Остров», «Полимер», «Пульс», «Ромашка», «Росинка», «Север», «Солярис», «Спорт», «Уткина Заводь», «Уют», «Южная Самарка». Помимо платформы Колтуши, жители массива пользуются платформой 11-й км.

## Демография
| 2007 | 2010 | 2017 |
| ---- | ---- | ---- |
| 87   | ↗253 | ↘145 |

Национальный состав
Согласно данным Всероссийской переписи населения 2021 года в посёлке проживали 244 человека, из них:
 русские — 185, карелы — 1, татары — 1, украинцы — 1, эстонцы — 1, другие национальности — 5 человек, остальные национальность не указали.

## Фото

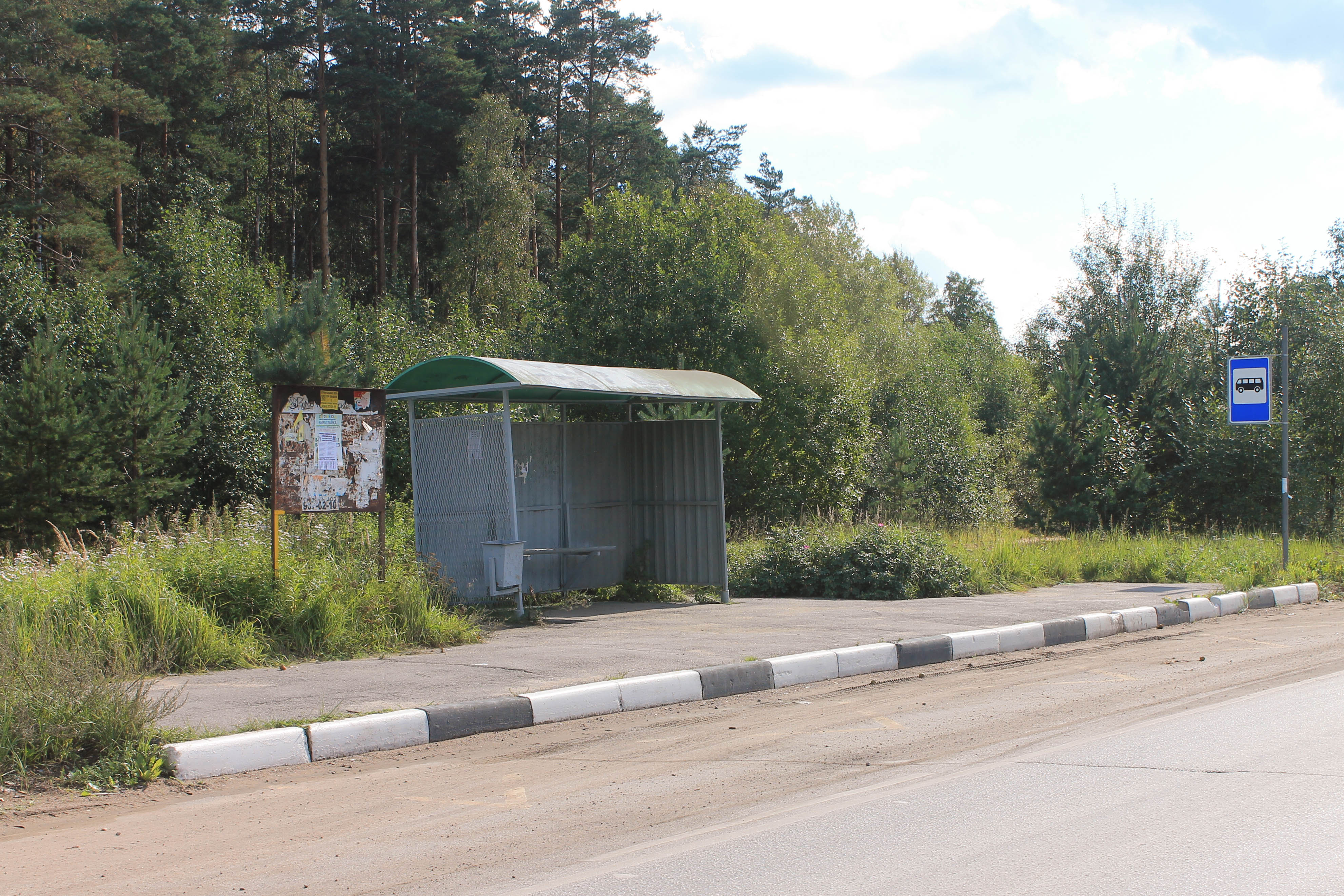
Автобусная остановка «Платформа Колтуши»
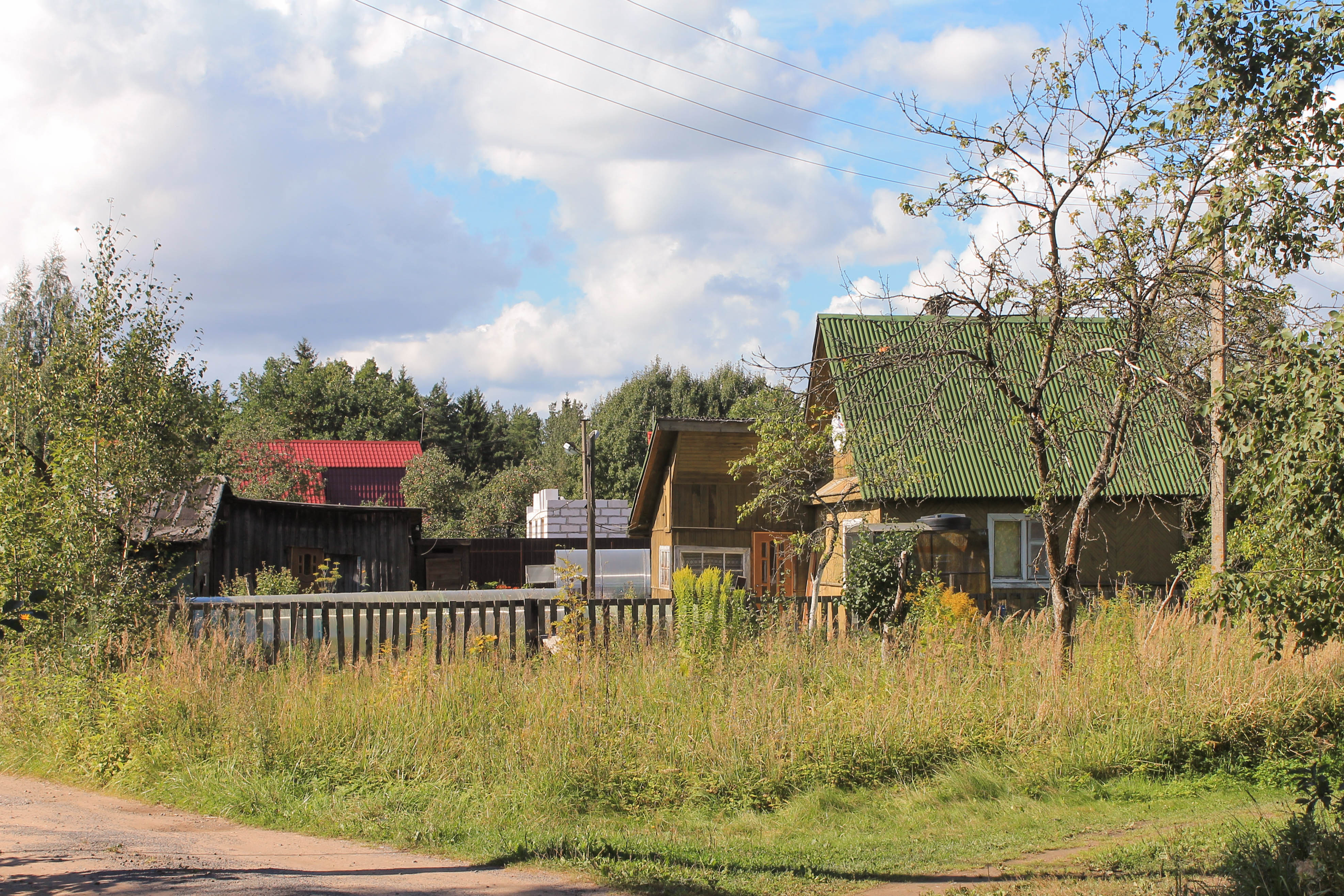
Местечко Карьер-Мяглово. 2020 год

## Улицы
Дачная, Железнодорожная, Лесная, Мягловская, Парковая, Придорожная, Садовый переулок, Торговая.